# Дзьоган мангровий
Дзьога́н мангровий (Veniliornis sanguineus) — вид дятлоподібних птахів родини дятлових (Picidae). Мешкає в Гвіані.

## Опис
Довжина птаха становить 13-14 см. Верхня частина тіла малинова з легким оливковим відтінком, крила темно-червоні, махові пера коричневі. Обличчя, шия, скроні і горло коричневі, нижня частина тіла і нижні покривні пера крил коричневі або сірі, поцятковані тонкими білими або охристими смужками. Хвіст шоколадно-коричневий. У самців тім'я і потилиця темно-червоні, поцятковані коричневими смужками, у самиць тім'я коричневе або сіре. Очі карі, дзьоб сіруватий, лапи сірі. Молоді птахи мають більш коричневе забарвлення.

## Поширення і екологія
Мангрові дзьогани мешкають на узбережжі Гаяни, Суринаму і Французької Гвіани, не далі, ніж за 140—180 км від моря. Вони живуть у мангрових і заболочених лісах, на болотах і плантаціях. Зустрічаються поодинці або парами, живляться мурахами, жуками та іншими комахами. Розмножуються протягом всього року.